# Condado de los Andes
El condado de los Andes es un título nobiliario español, creado por el rey Fernando VII en 1824 para premiar la labor del general José de la Serna y Martínez de Hinojosa, último virrey del Perú. Tiene su casa solariega en Jerez de la Frontera, conocida como Palacio del Conde de los Andes.
El condado de los Andes, fue elevado a la grandeza de España por Alfonso XIII el 19 de noviembre de 1924, a favor de Francisco de Asís Moreno y Zuleta de Reales, V conde de los Andes.

## Condes de los Andes
|                           | Titular                                   | Periodo                   |
| Creación por Fernando VII | Creación por Fernando VII                 | Creación por Fernando VII |
| ------------------------- | ----------------------------------------- | ------------------------- |
| I                         | José de la Serna y Martínez de Hinojosa   | 1824-1833                 |
| II                        | Álvaro de la Serna y Martínez de Hinojosa | 1833-c. 1861              |
| III                       | Fernando de la Rocha y Fontecilla         | 1867-1876                 |
| IV                        | Pedro Moreno de la Serna                  | 1876-1905                 |
| V                         | Francisco Moreno y Zuleta                 | 1905-1961                 |
| VI                        | Francisco Moreno y Herrera                | 1961-1978                 |
| VII                       | Álvaro Moreno y de Arteaga                | 1979-1997                 |
| VIII                      | Iván Moreno Landahl                       | 1997-actual titular       |

## Árbol genealógico
| \| \| \| \| \| \| \| \| \| \| \| \| \| Álvaro José de la Serna y Figueroa (1723-1791) \| \| \| \| \| \| \| \| \| \| \| \| \| \| \| \| \| \| \| \| \| \| \| \| \| \| \| \| \| \| \| \| \| \| \| \| \| \| \| \| \| \| \| \| \| \| \| \| \| \| \| \| \| \| \| \| \| \| \| \| \| \| \| \| \| \| \| \| \| \| \| \| \| \| \| \| \| \| \| \| \| \| \| \| \| \| \| \| \| \| \| \| \| \| \| \| \| \| \| \| \| \| \| \| \| Pedro Nolasco de la Serna y Martínez de Hinojosa (1764-1822) \| Pedro Nolasco de la Serna y Martínez de Hinojosa (1764-1822) \| Pedro Nolasco de la Serna y Martínez de Hinojosa (1764-1822) \| Pedro Nolasco de la Serna y Martínez de Hinojosa (1764-1822) \| Pedro Nolasco de la Serna y Martínez de Hinojosa (1764-1822) \| Pedro Nolasco de la Serna y Martínez de Hinojosa (1764-1822) \| \| \| Mª de la Consolación de la Serna y Martínez de Hinojosa (1767-¿?) \| Mª de la Consolación de la Serna y Martínez de Hinojosa (1767-¿?) \| Mª de la Consolación de la Serna y Martínez de Hinojosa (1767-¿?) \| Mª de la Consolación de la Serna y Martínez de Hinojosa (1767-¿?) \| Mª de la Consolación de la Serna y Martínez de Hinojosa (1767-¿?) \| Mª de la Consolación de la Serna y Martínez de Hinojosa (1767-¿?) \| \| \| José de la Serna, I conde de los Andes (1770-1832) \| José de la Serna, I conde de los Andes (1770-1832) \| José de la Serna, I conde de los Andes (1770-1832) \| José de la Serna, I conde de los Andes (1770-1832) \| José de la Serna, I conde de los Andes (1770-1832) \| José de la Serna, I conde de los Andes (1770-1832) \| \| \| Álvaro de la Serna, II conde de los Andes (1776-¿?) \| Álvaro de la Serna, II conde de los Andes (1776-¿?) \| Álvaro de la Serna, II conde de los Andes (1776-¿?) \| Álvaro de la Serna, II conde de los Andes (1776-¿?) \| Álvaro de la Serna, II conde de los Andes (1776-¿?) \| Álvaro de la Serna, II conde de los Andes (1776-¿?) \| \| \| \| \| \| \| \| \| \| Pedro Nolasco de la Serna y Martínez de Hinojosa (1764-1822) \| Pedro Nolasco de la Serna y Martínez de Hinojosa (1764-1822) \| Pedro Nolasco de la Serna y Martínez de Hinojosa (1764-1822) \| Pedro Nolasco de la Serna y Martínez de Hinojosa (1764-1822) \| Pedro Nolasco de la Serna y Martínez de Hinojosa (1764-1822) \| Pedro Nolasco de la Serna y Martínez de Hinojosa (1764-1822) \| \| \| Mª de la Consolación de la Serna y Martínez de Hinojosa (1767-¿?) \| Mª de la Consolación de la Serna y Martínez de Hinojosa (1767-¿?) \| Mª de la Consolación de la Serna y Martínez de Hinojosa (1767-¿?) \| Mª de la Consolación de la Serna y Martínez de Hinojosa (1767-¿?) \| Mª de la Consolación de la Serna y Martínez de Hinojosa (1767-¿?) \| Mª de la Consolación de la Serna y Martínez de Hinojosa (1767-¿?) \| \| \| José de la Serna, I conde de los Andes (1770-1832) \| José de la Serna, I conde de los Andes (1770-1832) \| José de la Serna, I conde de los Andes (1770-1832) \| José de la Serna, I conde de los Andes (1770-1832) \| José de la Serna, I conde de los Andes (1770-1832) \| José de la Serna, I conde de los Andes (1770-1832) \| \| \| Álvaro de la Serna, II conde de los Andes (1776-¿?) \| Álvaro de la Serna, II conde de los Andes (1776-¿?) \| Álvaro de la Serna, II conde de los Andes (1776-¿?) \| Álvaro de la Serna, II conde de los Andes (1776-¿?) \| Álvaro de la Serna, II conde de los Andes (1776-¿?) \| Álvaro de la Serna, II conde de los Andes (1776-¿?) \| \| \| \| \| \| \| \| \| \| María Nicolasa de la Serna, III condesa de los Andes (1806-1886) \| María Nicolasa de la Serna, III condesa de los Andes (1806-1886) \| María Nicolasa de la Serna, III condesa de los Andes (1806-1886) \| María Nicolasa de la Serna, III condesa de los Andes (1806-1886) \| María Nicolasa de la Serna, III condesa de los Andes (1806-1886) \| María Nicolasa de la Serna, III condesa de los Andes (1806-1886) \| \| \| Rita Hernández-Naranjo, III marquesa del Buen Suceso \| Rita Hernández-Naranjo, III marquesa del Buen Suceso \| Rita Hernández-Naranjo, III marquesa del Buen Suceso \| Rita Hernández-Naranjo, III marquesa del Buen Suceso \| Rita Hernández-Naranjo, III marquesa del Buen Suceso \| Rita Hernández-Naranjo, III marquesa del Buen Suceso \| \| \| \| \| \| \| \| \| \| \| \| \| \| \| \| \| \| \| \| \| \| \| \| \| \| María Nicolasa de la Serna, III condesa de los Andes (1806-1886) \| María Nicolasa de la Serna, III condesa de los Andes (1806-1886) \| María Nicolasa de la Serna, III condesa de los Andes (1806-1886) \| María Nicolasa de la Serna, III condesa de los Andes (1806-1886) \| María Nicolasa de la Serna, III condesa de los Andes (1806-1886) \| María Nicolasa de la Serna, III condesa de los Andes (1806-1886) \| \| \| Rita Hernández-Naranjo, III marquesa del Buen Suceso \| Rita Hernández-Naranjo, III marquesa del Buen Suceso \| Rita Hernández-Naranjo, III marquesa del Buen Suceso \| Rita Hernández-Naranjo, III marquesa del Buen Suceso \| Rita Hernández-Naranjo, III marquesa del Buen Suceso \| Rita Hernández-Naranjo, III marquesa del Buen Suceso \| \| \| \| \| \| \| \| \| \| \| \| \| \| \| \| \| \| \| \| \| \| \| \| \| \| Pedro Moreno, V conde de los Andes (1830-1905) \| Pedro Moreno, V conde de los Andes (1830-1905) \| Pedro Moreno, V conde de los Andes (1830-1905) \| Pedro Moreno, V conde de los Andes (1830-1905) \| Pedro Moreno, V conde de los Andes (1830-1905) \| Pedro Moreno, V conde de los Andes (1830-1905) \| \| \| Fernando de la Rocha, IV marqués del Buen Suceso (1814-1862) \| Fernando de la Rocha, IV marqués del Buen Suceso (1814-1862) \| Fernando de la Rocha, IV marqués del Buen Suceso (1814-1862) \| Fernando de la Rocha, IV marqués del Buen Suceso (1814-1862) \| Fernando de la Rocha, IV marqués del Buen Suceso (1814-1862) \| Fernando de la Rocha, IV marqués del Buen Suceso (1814-1862) \| \| \| \| \| \| \| \| \| \| \| \| \| \| \| \| \| \| \| \| \| \| \| \| \| \| Pedro Moreno, V conde de los Andes (1830-1905) \| Pedro Moreno, V conde de los Andes (1830-1905) \| Pedro Moreno, V conde de los Andes (1830-1905) \| Pedro Moreno, V conde de los Andes (1830-1905) \| Pedro Moreno, V conde de los Andes (1830-1905) \| Pedro Moreno, V conde de los Andes (1830-1905) \| \| \| Fernando de la Rocha, IV marqués del Buen Suceso (1814-1862) \| Fernando de la Rocha, IV marqués del Buen Suceso (1814-1862) \| Fernando de la Rocha, IV marqués del Buen Suceso (1814-1862) \| Fernando de la Rocha, IV marqués del Buen Suceso (1814-1862) \| Fernando de la Rocha, IV marqués del Buen Suceso (1814-1862) \| Fernando de la Rocha, IV marqués del Buen Suceso (1814-1862) \| \| \| \| \| \| \| \| \| \| \| \| \| \| \| \| \| \| \| \| \| \| \| \| \| \| \| \| \| \| \| \| \| \| \| \| \| \| \| \| \| \| \| \| \| \| \| \| \| \| \| \| \| \| \| \| \| \| \| \| \| \| \| \| \| Francisco de Asís Moreno, VI conde de los Andes (1881-1966) \| Francisco de Asís Moreno, VI conde de los Andes (1881-1966) \| Francisco de Asís Moreno, VI conde de los Andes (1881-1966) \| Francisco de Asís Moreno, VI conde de los Andes (1881-1966) \| Francisco de Asís Moreno, VI conde de los Andes (1881-1966) \| Francisco de Asís Moreno, VI conde de los Andes (1881-1966) \| \| \| Fernando de la Rocha, IV conde de los Andes (1842-1886) \| Fernando de la Rocha, IV conde de los Andes (1842-1886) \| Fernando de la Rocha, IV conde de los Andes (1842-1886) \| Fernando de la Rocha, IV conde de los Andes (1842-1886) \| Fernando de la Rocha, IV conde de los Andes (1842-1886) \| Fernando de la Rocha, IV conde de los Andes (1842-1886) \| \| \| Eugenia de la Rocha, marquesa de Casa Mendaro († 1924) Con sucesión en los duques de Miranda. \| Eugenia de la Rocha, marquesa de Casa Mendaro († 1924) Con sucesión en los duques de Miranda. \| Eugenia de la Rocha, marquesa de Casa Mendaro († 1924) Con sucesión en los duques de Miranda. \| Eugenia de la Rocha, marquesa de Casa Mendaro († 1924) Con sucesión en los duques de Miranda. \| Eugenia de la Rocha, marquesa de Casa Mendaro († 1924) Con sucesión en los duques de Miranda. \| Eugenia de la Rocha, marquesa de Casa Mendaro († 1924) Con sucesión en los duques de Miranda. \| \| \| \| \| \| \| \| \| \| \| \| \| \| \| \| \| \| Francisco de Asís Moreno, VI conde de los Andes (1881-1966) \| Francisco de Asís Moreno, VI conde de los Andes (1881-1966) \| Francisco de Asís Moreno, VI conde de los Andes (1881-1966) \| Francisco de Asís Moreno, VI conde de los Andes (1881-1966) \| Francisco de Asís Moreno, VI conde de los Andes (1881-1966) \| Francisco de Asís Moreno, VI conde de los Andes (1881-1966) \| \| \| Fernando de la Rocha, IV conde de los Andes (1842-1886) \| Fernando de la Rocha, IV conde de los Andes (1842-1886) \| Fernando de la Rocha, IV conde de los Andes (1842-1886) \| Fernando de la Rocha, IV conde de los Andes (1842-1886) \| Fernando de la Rocha, IV conde de los Andes (1842-1886) \| Fernando de la Rocha, IV conde de los Andes (1842-1886) \| \| \| Eugenia de la Rocha, marquesa de Casa Mendaro († 1924) Con sucesión en los duques de Miranda. \| Eugenia de la Rocha, marquesa de Casa Mendaro († 1924) Con sucesión en los duques de Miranda. \| Eugenia de la Rocha, marquesa de Casa Mendaro († 1924) Con sucesión en los duques de Miranda. \| Eugenia de la Rocha, marquesa de Casa Mendaro († 1924) Con sucesión en los duques de Miranda. \| Eugenia de la Rocha, marquesa de Casa Mendaro († 1924) Con sucesión en los duques de Miranda. \| Eugenia de la Rocha, marquesa de Casa Mendaro († 1924) Con sucesión en los duques de Miranda. \| \| \| \| \| \| \| \| \| \| \| \| \| \| \| \| \| \| Francisco de Asís Moreno, VII conde de los Andes (1909-1978) \| \| \| \| \| \| \| \| \| \| \| \| \| \| \| \| \| \| \| \| \| \| \| \| \| \| \| \| \| \| \| \| \| \| \| \| \| \| \| \| \| \| \| \| \| \| \| \| \| \| \| \| \| \| \| \| \| \| \| \| \| \| \| \| \| \| \| \| \| \| \| \| \| \| \| \| \| \| Álvaro Moreno, VIII conde de los Andes (1932-1997) \| \| \| \| \| \| \| \| \| \| \| \| \| \| \| \| \| \| \| \| \| \| \| \| \| \| \| \| \| \| \| \| \| \| \| \| \| \| \| \| \| \| \| \| \| \| \| \| \| \| \| \| \| \| \| \| \| \| \| \| \| \| \| \| \| \| \| \| \| \| \| \| \| \| \| \| \| \| Iván Moreno, IX conde de los Andes (n. 1968) \| \| \| \| \| \| \| \| \| \| \| \| \| \| \| \| \| \| \| \| \| \| \| \| \| \| \| \| \| \| \| \| \| \| \| \| \| \| \| \| \| \| \| \| \| \| \| \| \| \| \| \| \| \| \| \| \| \| \| \| \| \| \| \| \| \| \| \| \| \| \| \| \| \| \| \| \| \| Íñigo Moreno y Rovira \| \| \| \| \| \| \| \| \| \| \| \| \| \| \| \| \| \| \| \| \| \| \| \| \| \| \| \| \| \| \| \| \| \| \| \| \| \| |                                                                  |                                                                  |                                                                  |                                                                  |                                                                  |  |  |                                                                   |                                                                   |                                                                   |                                                                   |                                                                   |                                                                   |  |  |                                                                                               |                                                                                               |                                                                                               |                                                                                               |                                                                                               |                                                                                               |  |  |                                                     |                                                     |                                                     |                                                     |                                                     |                                                     |  |  |  |  |  |  |  |  |
| |                                                                  |                                                                  |                                                                  |                                                                  |                                                                  |  |  |                                                                   |                                                                   |                                                                   |                                                                   | Álvaro José de la Serna y Figueroa (1723-1791)                    |                                                                   |  |  |                                                                                               |                                                                                               |                                                                                               |                                                                                               |                                                                                               |                                                                                               |  |  |                                                     |                                                     |                                                     |                                                     |                                                     |                                                     |  |  |  |  |  |  |  |  |
| |                                                                  |                                                                  |                                                                  |                                                                  |                                                                  |  |  |                                                                   |                                                                   |                                                                   |                                                                   |                                                                   |                                                                   |  |  |                                                                                               |                                                                                               |                                                                                               |                                                                                               |                                                                                               |                                                                                               |  |  |                                                     |                                                     |                                                     |                                                     |                                                     |                                                     |  |  |  |  |  |  |  |  |
| |                                                                  |                                                                  |                                                                  |                                                                  |                                                                  |  |  |                                                                   |                                                                   |                                                                   |                                                                   |                                                                   |                                                                   |  |  |                                                                                               |                                                                                               |                                                                                               |                                                                                               |                                                                                               |                                                                                               |  |  |                                                     |                                                     |                                                     |                                                     |                                                     |                                                     |  |  |  |  |  |  |  |  |
| Pedro Nolasco de la Serna y Martínez de Hinojosa (1764-1822) | Pedro Nolasco de la Serna y Martínez de Hinojosa (1764-1822)     | Pedro Nolasco de la Serna y Martínez de Hinojosa (1764-1822)     | Pedro Nolasco de la Serna y Martínez de Hinojosa (1764-1822)     | Pedro Nolasco de la Serna y Martínez de Hinojosa (1764-1822)     | Pedro Nolasco de la Serna y Martínez de Hinojosa (1764-1822)     |  |  | Mª de la Consolación de la Serna y Martínez de Hinojosa (1767-¿?) | Mª de la Consolación de la Serna y Martínez de Hinojosa (1767-¿?) | Mª de la Consolación de la Serna y Martínez de Hinojosa (1767-¿?) | Mª de la Consolación de la Serna y Martínez de Hinojosa (1767-¿?) | Mª de la Consolación de la Serna y Martínez de Hinojosa (1767-¿?) | Mª de la Consolación de la Serna y Martínez de Hinojosa (1767-¿?) |  |  | José de la Serna, I conde de los Andes (1770-1832)                                            | José de la Serna, I conde de los Andes (1770-1832)                                            | José de la Serna, I conde de los Andes (1770-1832)                                            | José de la Serna, I conde de los Andes (1770-1832)                                            | José de la Serna, I conde de los Andes (1770-1832)                                            | José de la Serna, I conde de los Andes (1770-1832)                                            |  |  | Álvaro de la Serna, II conde de los Andes (1776-¿?) | Álvaro de la Serna, II conde de los Andes (1776-¿?) | Álvaro de la Serna, II conde de los Andes (1776-¿?) | Álvaro de la Serna, II conde de los Andes (1776-¿?) | Álvaro de la Serna, II conde de los Andes (1776-¿?) | Álvaro de la Serna, II conde de los Andes (1776-¿?) |  |  |  |  |  |  |  |  |
| Pedro Nolasco de la Serna y Martínez de Hinojosa (1764-1822) | Pedro Nolasco de la Serna y Martínez de Hinojosa (1764-1822)     | Pedro Nolasco de la Serna y Martínez de Hinojosa (1764-1822)     | Pedro Nolasco de la Serna y Martínez de Hinojosa (1764-1822)     | Pedro Nolasco de la Serna y Martínez de Hinojosa (1764-1822)     | Pedro Nolasco de la Serna y Martínez de Hinojosa (1764-1822)     |  |  | Mª de la Consolación de la Serna y Martínez de Hinojosa (1767-¿?) | Mª de la Consolación de la Serna y Martínez de Hinojosa (1767-¿?) | Mª de la Consolación de la Serna y Martínez de Hinojosa (1767-¿?) | Mª de la Consolación de la Serna y Martínez de Hinojosa (1767-¿?) | Mª de la Consolación de la Serna y Martínez de Hinojosa (1767-¿?) | Mª de la Consolación de la Serna y Martínez de Hinojosa (1767-¿?) |  |  | José de la Serna, I conde de los Andes (1770-1832)                                            | José de la Serna, I conde de los Andes (1770-1832)                                            | José de la Serna, I conde de los Andes (1770-1832)                                            | José de la Serna, I conde de los Andes (1770-1832)                                            | José de la Serna, I conde de los Andes (1770-1832)                                            | José de la Serna, I conde de los Andes (1770-1832)                                            |  |  | Álvaro de la Serna, II conde de los Andes (1776-¿?) | Álvaro de la Serna, II conde de los Andes (1776-¿?) | Álvaro de la Serna, II conde de los Andes (1776-¿?) | Álvaro de la Serna, II conde de los Andes (1776-¿?) | Álvaro de la Serna, II conde de los Andes (1776-¿?) | Álvaro de la Serna, II conde de los Andes (1776-¿?) |  |  |  |  |  |  |  |  |
| María Nicolasa de la Serna, III condesa de los Andes (1806-1886) | María Nicolasa de la Serna, III condesa de los Andes (1806-1886) | María Nicolasa de la Serna, III condesa de los Andes (1806-1886) | María Nicolasa de la Serna, III condesa de los Andes (1806-1886) | María Nicolasa de la Serna, III condesa de los Andes (1806-1886) | María Nicolasa de la Serna, III condesa de los Andes (1806-1886) |  |  | Rita Hernández-Naranjo, III marquesa del Buen Suceso              | Rita Hernández-Naranjo, III marquesa del Buen Suceso              | Rita Hernández-Naranjo, III marquesa del Buen Suceso              | Rita Hernández-Naranjo, III marquesa del Buen Suceso              | Rita Hernández-Naranjo, III marquesa del Buen Suceso              | Rita Hernández-Naranjo, III marquesa del Buen Suceso              |  |  |                                                                                               |                                                                                               |                                                                                               |                                                                                               |                                                                                               |                                                                                               |  |  |                                                     |                                                     |                                                     |                                                     |                                                     |                                                     |  |  |  |  |  |  |  |  |
| María Nicolasa de la Serna, III condesa de los Andes (1806-1886) | María Nicolasa de la Serna, III condesa de los Andes (1806-1886) | María Nicolasa de la Serna, III condesa de los Andes (1806-1886) | María Nicolasa de la Serna, III condesa de los Andes (1806-1886) | María Nicolasa de la Serna, III condesa de los Andes (1806-1886) | María Nicolasa de la Serna, III condesa de los Andes (1806-1886) |  |  | Rita Hernández-Naranjo, III marquesa del Buen Suceso              | Rita Hernández-Naranjo, III marquesa del Buen Suceso              | Rita Hernández-Naranjo, III marquesa del Buen Suceso              | Rita Hernández-Naranjo, III marquesa del Buen Suceso              | Rita Hernández-Naranjo, III marquesa del Buen Suceso              | Rita Hernández-Naranjo, III marquesa del Buen Suceso              |  |  |                                                                                               |                                                                                               |                                                                                               |                                                                                               |                                                                                               |                                                                                               |  |  |                                                     |                                                     |                                                     |                                                     |                                                     |                                                     |  |  |  |  |  |  |  |  |
| Pedro Moreno, V conde de los Andes (1830-1905) | Pedro Moreno, V conde de los Andes (1830-1905)                   | Pedro Moreno, V conde de los Andes (1830-1905)                   | Pedro Moreno, V conde de los Andes (1830-1905)                   | Pedro Moreno, V conde de los Andes (1830-1905)                   | Pedro Moreno, V conde de los Andes (1830-1905)                   |  |  | Fernando de la Rocha, IV marqués del Buen Suceso (1814-1862)      | Fernando de la Rocha, IV marqués del Buen Suceso (1814-1862)      | Fernando de la Rocha, IV marqués del Buen Suceso (1814-1862)      | Fernando de la Rocha, IV marqués del Buen Suceso (1814-1862)      | Fernando de la Rocha, IV marqués del Buen Suceso (1814-1862)      | Fernando de la Rocha, IV marqués del Buen Suceso (1814-1862)      |  |  |                                                                                               |                                                                                               |                                                                                               |                                                                                               |                                                                                               |                                                                                               |  |  |                                                     |                                                     |                                                     |                                                     |                                                     |                                                     |  |  |  |  |  |  |  |  |
| Pedro Moreno, V conde de los Andes (1830-1905) | Pedro Moreno, V conde de los Andes (1830-1905)                   | Pedro Moreno, V conde de los Andes (1830-1905)                   | Pedro Moreno, V conde de los Andes (1830-1905)                   | Pedro Moreno, V conde de los Andes (1830-1905)                   | Pedro Moreno, V conde de los Andes (1830-1905)                   |  |  | Fernando de la Rocha, IV marqués del Buen Suceso (1814-1862)      | Fernando de la Rocha, IV marqués del Buen Suceso (1814-1862)      | Fernando de la Rocha, IV marqués del Buen Suceso (1814-1862)      | Fernando de la Rocha, IV marqués del Buen Suceso (1814-1862)      | Fernando de la Rocha, IV marqués del Buen Suceso (1814-1862)      | Fernando de la Rocha, IV marqués del Buen Suceso (1814-1862)      |  |  |                                                                                               |                                                                                               |                                                                                               |                                                                                               |                                                                                               |                                                                                               |  |  |                                                     |                                                     |                                                     |                                                     |                                                     |                                                     |  |  |  |  |  |  |  |  |
| |                                                                  |                                                                  |                                                                  |                                                                  |                                                                  |  |  |                                                                   |                                                                   |                                                                   |                                                                   |                                                                   |                                                                   |  |  |                                                                                               |                                                                                               |                                                                                               |                                                                                               |                                                                                               |                                                                                               |  |  |                                                     |                                                     |                                                     |                                                     |                                                     |                                                     |  |  |  |  |  |  |  |  |
| Francisco de Asís Moreno, VI conde de los Andes (1881-1966) | Francisco de Asís Moreno, VI conde de los Andes (1881-1966)      | Francisco de Asís Moreno, VI conde de los Andes (1881-1966)      | Francisco de Asís Moreno, VI conde de los Andes (1881-1966)      | Francisco de Asís Moreno, VI conde de los Andes (1881-1966)      | Francisco de Asís Moreno, VI conde de los Andes (1881-1966)      |  |  | Fernando de la Rocha, IV conde de los Andes (1842-1886)           | Fernando de la Rocha, IV conde de los Andes (1842-1886)           | Fernando de la Rocha, IV conde de los Andes (1842-1886)           | Fernando de la Rocha, IV conde de los Andes (1842-1886)           | Fernando de la Rocha, IV conde de los Andes (1842-1886)           | Fernando de la Rocha, IV conde de los Andes (1842-1886)           |  |  | Eugenia de la Rocha, marquesa de Casa Mendaro († 1924) Con sucesión en los duques de Miranda. | Eugenia de la Rocha, marquesa de Casa Mendaro († 1924) Con sucesión en los duques de Miranda. | Eugenia de la Rocha, marquesa de Casa Mendaro († 1924) Con sucesión en los duques de Miranda. | Eugenia de la Rocha, marquesa de Casa Mendaro († 1924) Con sucesión en los duques de Miranda. | Eugenia de la Rocha, marquesa de Casa Mendaro († 1924) Con sucesión en los duques de Miranda. | Eugenia de la Rocha, marquesa de Casa Mendaro († 1924) Con sucesión en los duques de Miranda. |  |  |                                                     |                                                     |                                                     |                                                     |                                                     |                                                     |  |  |  |  |  |  |  |  |
| Francisco de Asís Moreno, VI conde de los Andes (1881-1966) | Francisco de Asís Moreno, VI conde de los Andes (1881-1966)      | Francisco de Asís Moreno, VI conde de los Andes (1881-1966)      | Francisco de Asís Moreno, VI conde de los Andes (1881-1966)      | Francisco de Asís Moreno, VI conde de los Andes (1881-1966)      | Francisco de Asís Moreno, VI conde de los Andes (1881-1966)      |  |  | Fernando de la Rocha, IV conde de los Andes (1842-1886)           | Fernando de la Rocha, IV conde de los Andes (1842-1886)           | Fernando de la Rocha, IV conde de los Andes (1842-1886)           | Fernando de la Rocha, IV conde de los Andes (1842-1886)           | Fernando de la Rocha, IV conde de los Andes (1842-1886)           | Fernando de la Rocha, IV conde de los Andes (1842-1886)           |  |  | Eugenia de la Rocha, marquesa de Casa Mendaro († 1924) Con sucesión en los duques de Miranda. | Eugenia de la Rocha, marquesa de Casa Mendaro († 1924) Con sucesión en los duques de Miranda. | Eugenia de la Rocha, marquesa de Casa Mendaro († 1924) Con sucesión en los duques de Miranda. | Eugenia de la Rocha, marquesa de Casa Mendaro († 1924) Con sucesión en los duques de Miranda. | Eugenia de la Rocha, marquesa de Casa Mendaro († 1924) Con sucesión en los duques de Miranda. | Eugenia de la Rocha, marquesa de Casa Mendaro († 1924) Con sucesión en los duques de Miranda. |  |  |                                                     |                                                     |                                                     |                                                     |                                                     |                                                     |  |  |  |  |  |  |  |  |
| Francisco de Asís Moreno, VII conde de los Andes (1909-1978) |                                                                  |                                                                  |                                                                  |                                                                  |                                                                  |  |  |                                                                   |                                                                   |                                                                   |                                                                   |                                                                   |                                                                   |  |  |                                                                                               |                                                                                               |                                                                                               |                                                                                               |                                                                                               |                                                                                               |  |  |                                                     |                                                     |                                                     |                                                     |                                                     |                                                     |  |  |  |  |  |  |  |  |
| |                                                                  |                                                                  |                                                                  |                                                                  |                                                                  |  |  |                                                                   |                                                                   |                                                                   |                                                                   |                                                                   |                                                                   |  |  |                                                                                               |                                                                                               |                                                                                               |                                                                                               |                                                                                               |                                                                                               |  |  |                                                     |                                                     |                                                     |                                                     |                                                     |                                                     |  |  |  |  |  |  |  |  |
| Álvaro Moreno, VIII conde de los Andes (1932-1997) |                                                                  |                                                                  |                                                                  |                                                                  |                                                                  |  |  |                                                                   |                                                                   |                                                                   |                                                                   |                                                                   |                                                                   |  |  |                                                                                               |                                                                                               |                                                                                               |                                                                                               |                                                                                               |                                                                                               |  |  |                                                     |                                                     |                                                     |                                                     |                                                     |                                                     |  |  |  |  |  |  |  |  |
| |                                                                  |                                                                  |                                                                  |                                                                  |                                                                  |  |  |                                                                   |                                                                   |                                                                   |                                                                   |                                                                   |                                                                   |  |  |                                                                                               |                                                                                               |                                                                                               |                                                                                               |                                                                                               |                                                                                               |  |  |                                                     |                                                     |                                                     |                                                     |                                                     |                                                     |  |  |  |  |  |  |  |  |
| Iván Moreno, IX conde de los Andes (n. 1968) |                                                                  |                                                                  |                                                                  |                                                                  |                                                                  |  |  |                                                                   |                                                                   |                                                                   |                                                                   |                                                                   |                                                                   |  |  |                                                                                               |                                                                                               |                                                                                               |                                                                                               |                                                                                               |                                                                                               |  |  |                                                     |                                                     |                                                     |                                                     |                                                     |                                                     |  |  |  |  |  |  |  |  |
| |                                                                  |                                                                  |                                                                  |                                                                  |                                                                  |  |  |                                                                   |                                                                   |                                                                   |                                                                   |                                                                   |                                                                   |  |  |                                                                                               |                                                                                               |                                                                                               |                                                                                               |                                                                                               |                                                                                               |  |  |                                                     |                                                     |                                                     |                                                     |                                                     |                                                     |  |  |  |  |  |  |  |  |
| Íñigo Moreno y Rovira |                                                                  |                                                                  |                                                                  |                                                                  |                                                                  |  |  |                                                                   |                                                                   |                                                                   |                                                                   |                                                                   |                                                                   |  |  |                                                                                               |                                                                                               |                                                                                               |                                                                                               |                                                                                               |                                                                                               |  |  |                                                     |                                                     |                                                     |                                                     |                                                     |                                                     |  |  |  |  |  |  |  |  |

## Historia de los condes de los Andes

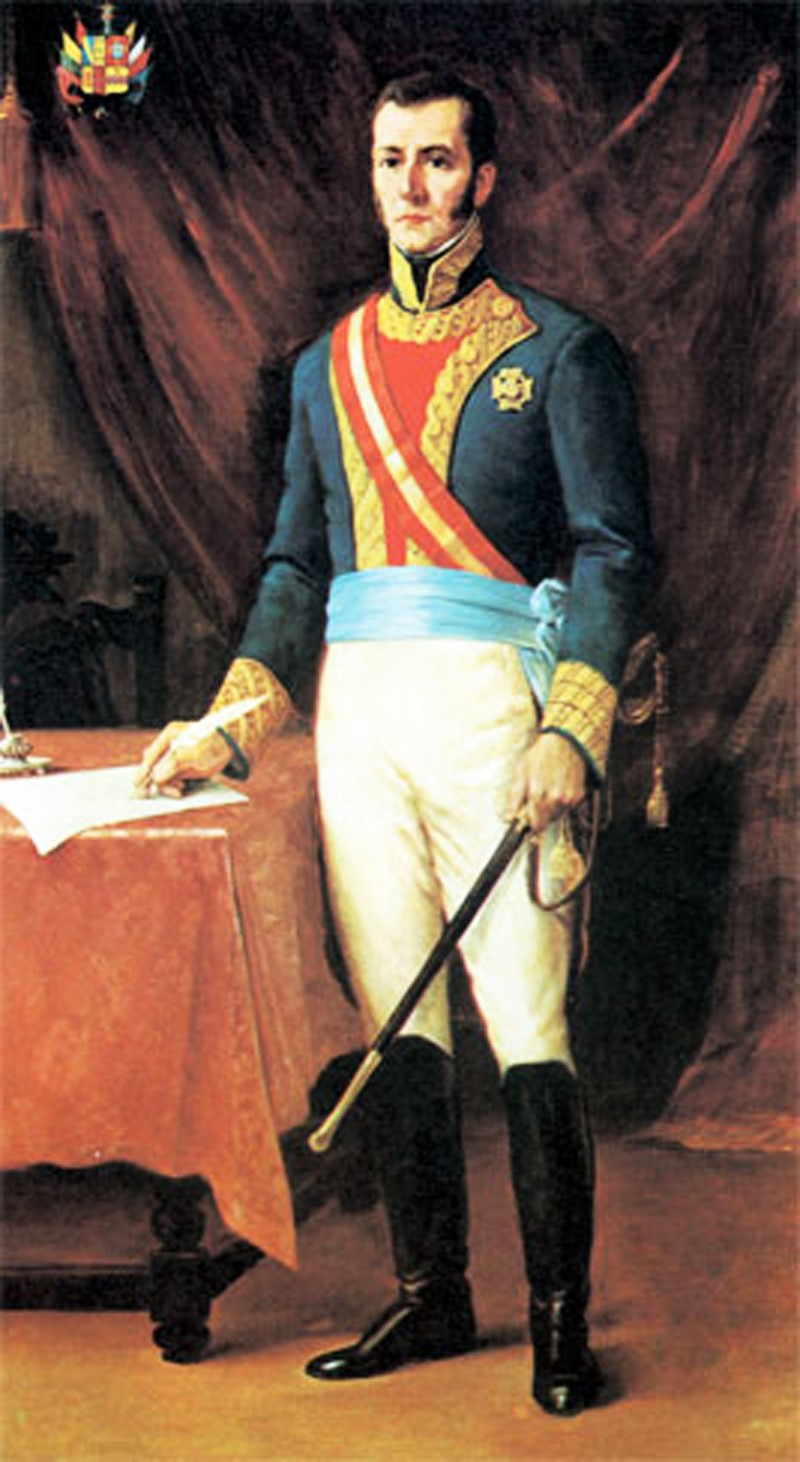
José de la Serna y Martínez de Hinojosa, I conde de los Andes. Litografía de Evaristo San Cristóbal

- José de la Serna y Martínez de Hinojosa  (Jerez de la Frontera, 1770-Cádiz, 6 de julio de 1832), I conde de los Andes,[1] virrey del Perú.  Era hijo de Álvaro José de la Serna-Spínola y Figueroa y de Nicolasa Martínez de Hinojosa y Trujillo. Nieto por línea paterna de Juan Francisco de la Serna-Spínola y Pareja-Spínola, y de su esposa Andrea María de Figueroa Patiño y Ponce de León. Bisnieto de José de la Serna-Spínola y Hurtado de Cervantes.

Le sucedió su hermano.
- Álvaro de la Serna y Martínez de Hinojosa (Jerez de la Frontera, ¿?-La Habana, antes de 1861),[1] II conde de los Andes[1] por renuncia de su sobrina en su favor (1833) y capitán de fragata de la Real Armada.

- Fernando de la Rocha y Fontecilla, III conde de los Andes[1] y V marqués del Buen Suceso.

Sucedió, por sentencia judicial del 28 de octubre de 1876:
- Pedro Moreno de la Serna (m. Jerez de la Frontera, 5 de abril de 1905), IV conde de los Andes,[1] senador por Cádiz[2] y caballero de San Juan de Jerusalén.

Casó, el 8 de septiembre de 1876, con Consuelo Zuleta Reales y Zuleta Reales.

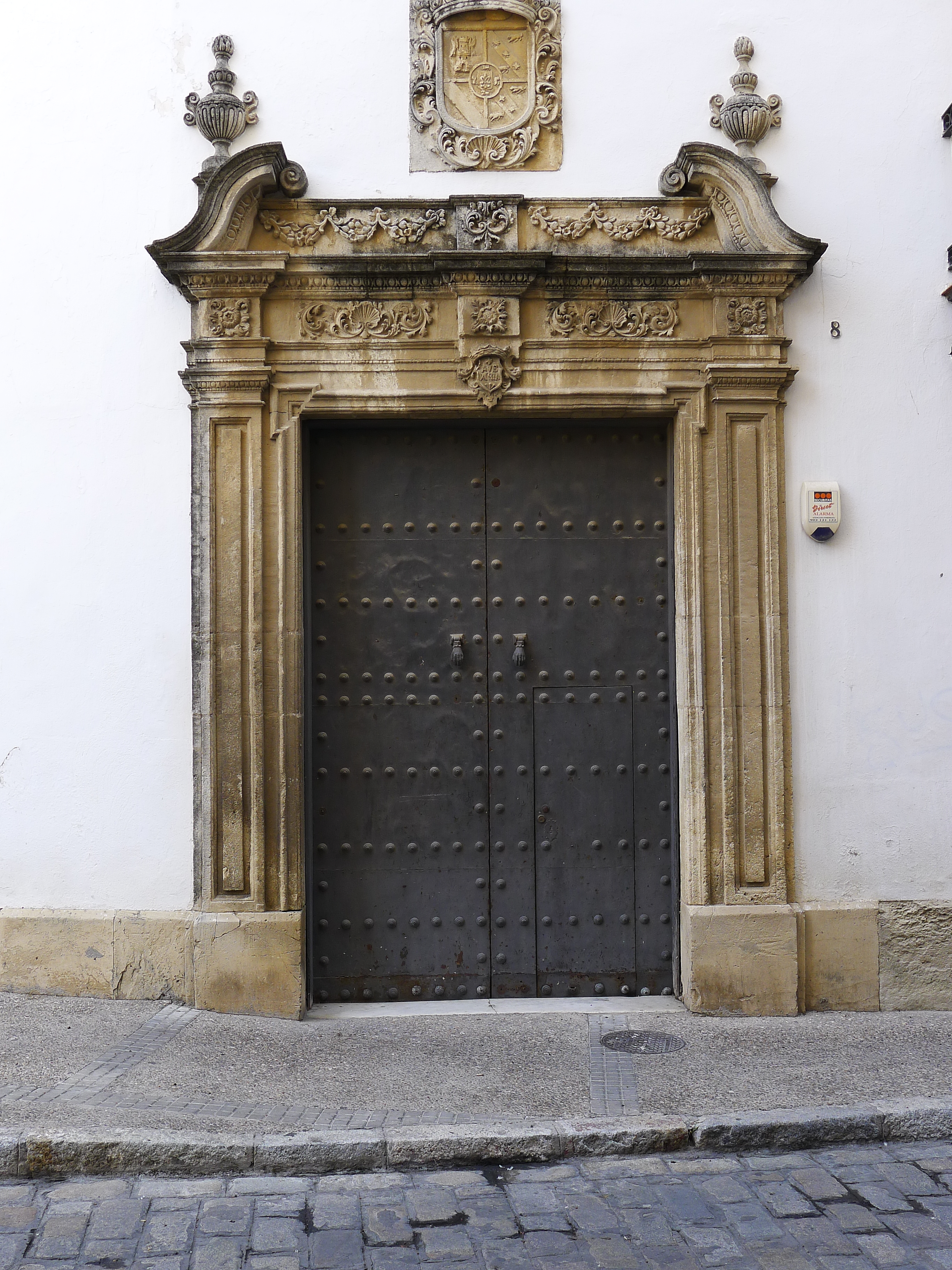
Casa solariega

- Francisco Moreno y Zuleta (1881-Madrid, 3 de julio de 1963), V conde de los Andes [1] (sucede a su padre por carta de 17 de noviembre de 1905), marqués de Mortara, con grandeza de España (por Real decreto del 21 de mayo de 1924, de Alfonso XIII), doctor en Derecho, licenciado en Filosofía y Letras, senador por derecho propio, ministro de Economía y de Hacienda durante la dictadura de Primo de Rivera y gentilhombre grande de España con ejercicio y servidumbre y después albacea de Alfonso XIII;[3]

Casó, en 1906, con María del Carmen Herrera y Herrera.
- Francisco_Moreno y Herrera (1909-1 de enero de 1978), VI conde de los Andes,[1]  político, diputado, miembro de la Casa de don Juan de Borbón en el exilio y gastrónomo (Savarin, de seudónimo).[4]

Casó, el 19 de febrero de 1931, con Teresa de Arteaga y Falguera, XII marquesa de la Eliseda, hija de los duques del Infantado. Le sucedió su hijo:
- Álvaro Moreno y de Arteaga (1932-14 de febrero de 1997), VII conde de los Andes.[1] Sucedió, a su vez, a su madre como XIII marqués de la Eliseda. Ingeniero agrónomo.

Casó, el 25 de noviembre de 1967, con Sylvia Landahl y Hagedorn. Le sucedió su hijo:
- Iván Francisco Moreno y Landahl (nacido en 1968), VIII conde de los Andes,[1] XIV marqués de la Eliseda, responsable de la Comisión de Heráldica en la Real Academia de la Historia.

Casó, el 5 de julio de 2003, con María Luisa Rovira y Jiménez de la Serna, V condesa de Corbul.